# Catalão
Catalão er den næststørste by i den brasilianske delstat Goiás med 114.427 (2022) indbyggere. 